# گله سوره
گله سوره، روستایی از توابع بخش نمشیر شهرستان بانه در استان کردستان ایران است.

## جمعیت
این روستا در دهستان بوالحسن قرار دارد و براساس سرشماری مرکز آمار ایران در سال ۱۳۸۵، جمعیت آن ۸۶ نفر (۱۷خانوار) بوده‌است.